# هام هونگ-چول
هام هونگ-چول (انگلیسی: Ham Heung-chul; ۱۷ نوامبر ۱۹۳۰ – ۱۱ سپتامبر ۲۰۰۰) بازیکن و مربی فوتبال اهل کره جنوبی بود.
از باشگاه‌هایی که در آن بازی کرده‌است می‌توان به باشگاه فوتبال تنگستن اشاره کرد.
وی همچنین در تیم ملی فوتبال کره جنوبی بازی کرده‌است.
وی در مسابقات کشوری و بین‌المللی در مجموع برندهٔ ۳ مدال طلا، ۳ مدال نقره شده‌است.